# 宇倍神社

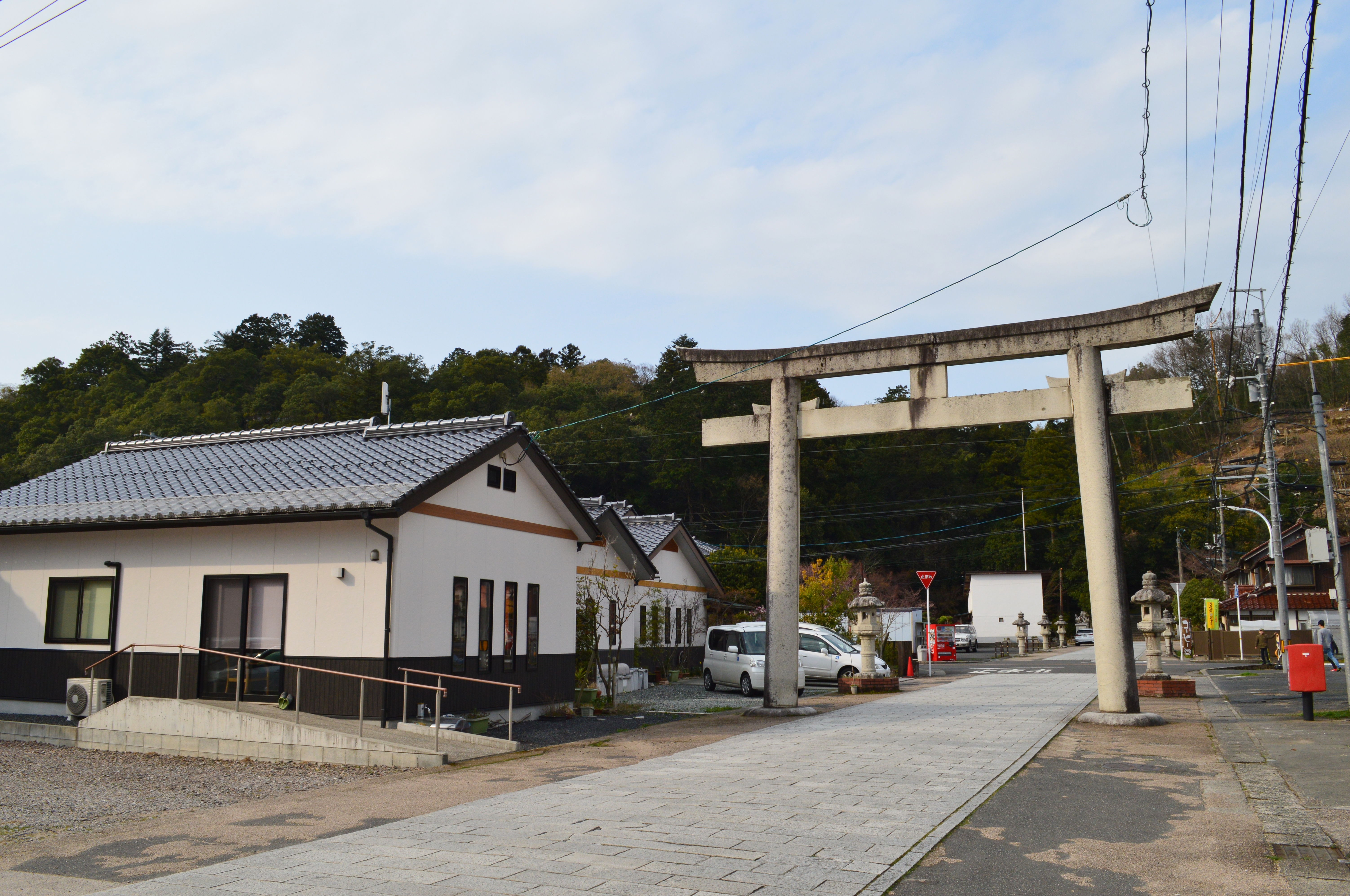
大鳥居と神社の所在する丘陵（左）

宇倍神社（うべじんじゃ）は、鳥取県鳥取市国府町宮下にある神社。式内社（名神大社）、因幡国一宮。旧社格は国幣中社で、現在は神社本庁の別表神社。

## 社名
古代に清音で「うへ」神社と呼ばれたが、語義は不明。境内社の国府神社に合祀された「上神社」に由来するとする説もある。

## 祭神
- 武内宿禰命

武内宿禰命は360余歳の長寿であったため長寿の神とされる。明治32年（1899年）、神社で初めて拝殿が日本の紙幣の図案となり、その後も数度社殿や祭神が図案となったため、金運・財宝の神ともされる。
なお、『神祇志料』は祭神を『国造本紀』にある因幡国造の祖先、彦多都彦命（ひこたつひこのみこと）としており、本来は伊福部氏の祖神のを祀り、後に武内宿禰命を祀るとされたとみられる。

## 歴史
祖神を祀ったとされる伊福部氏の居住したころが創建と思われる。『因幡国伊福部臣古志』には伊福部氏の第16世、伊其和斯彦宿禰（いきわしひこのすくね）が因幡国造となり、成務天皇から賜った大刀等を神として祀ったとあるのが当社の創祀かもしれない。吉田家本『延喜式神名帳』には、仁徳天皇55年、三百六十余歳の武内宿禰が因幡国の宇倍山中腹の亀金山に双履を残して行方知れずになったとある。なお、本殿裏に残る2つの「双履石」は古墳の一部であり、後に武内宿禰に関する伝説がつくられたとされる。当地は遺跡が多く、国府が置かれるなど、古くから因幡国の政治・文化の中心であり、当社も尊崇され、『延喜式神名帳』では因幡国唯一の名神大社に列し、同一宮とされた。承徳3年（1099年）、因幡守となった平時範が国府に初登庁した翌日に当社に参拝して奉幣や告文を行い、郡司からの利田請文を奉納したと知られる。
中世以降、社領を失って衰退し、天正9年（1581年）、羽柴秀吉の鳥取城攻めで社殿全てが灰燼となり、神職も離散したが、『鳥取藩史』によると、江戸時代初期、寛永10年（1633年）鳥取藩主池田光仲の社領25石の寄進を受けて社殿も復興したとされ、歴代藩主の崇敬を受けた。
明治4年（1871年）に国幣中社に列し、戦後は神社本庁の別表神社となっている。

### 神階
嘉祥元年（848年）、霊験を現して国府の火事を鎮火したため従五位下が授けられ、官社に預かった。
貞観4年（862年）正五位上、同年従四位下、同6年官社に預かり（重複か）、同10年従四位上、同13年正四位下、同15年正四位上、同16年従三位、元慶2年（878年）正三位と著しく累進した。

### 神職
当初より伊福部氏が神職を世襲したとされる。伊福部氏は『因幡国伊福部臣古志』によると、大己貴命の神裔を称すが、第8世を櫛玉神饒速日命とするなどの混乱がある。また、第14世の武牟口命を直接の祖として、平安時代の第36世助茂臣（すけもちのおみ）の子から2流に別れ、第37世厚孝宿禰（あつたかのすくね）の流れが「国造」「大宮司」と称して、第55世伊福部信世の時に戦乱により国を去ったこともあったが、一貫して奉仕したと伝える。明治13年（1880年）第65世の信世（作曲家伊福部昭の祖父）の時に神職を離れた。

## 境内

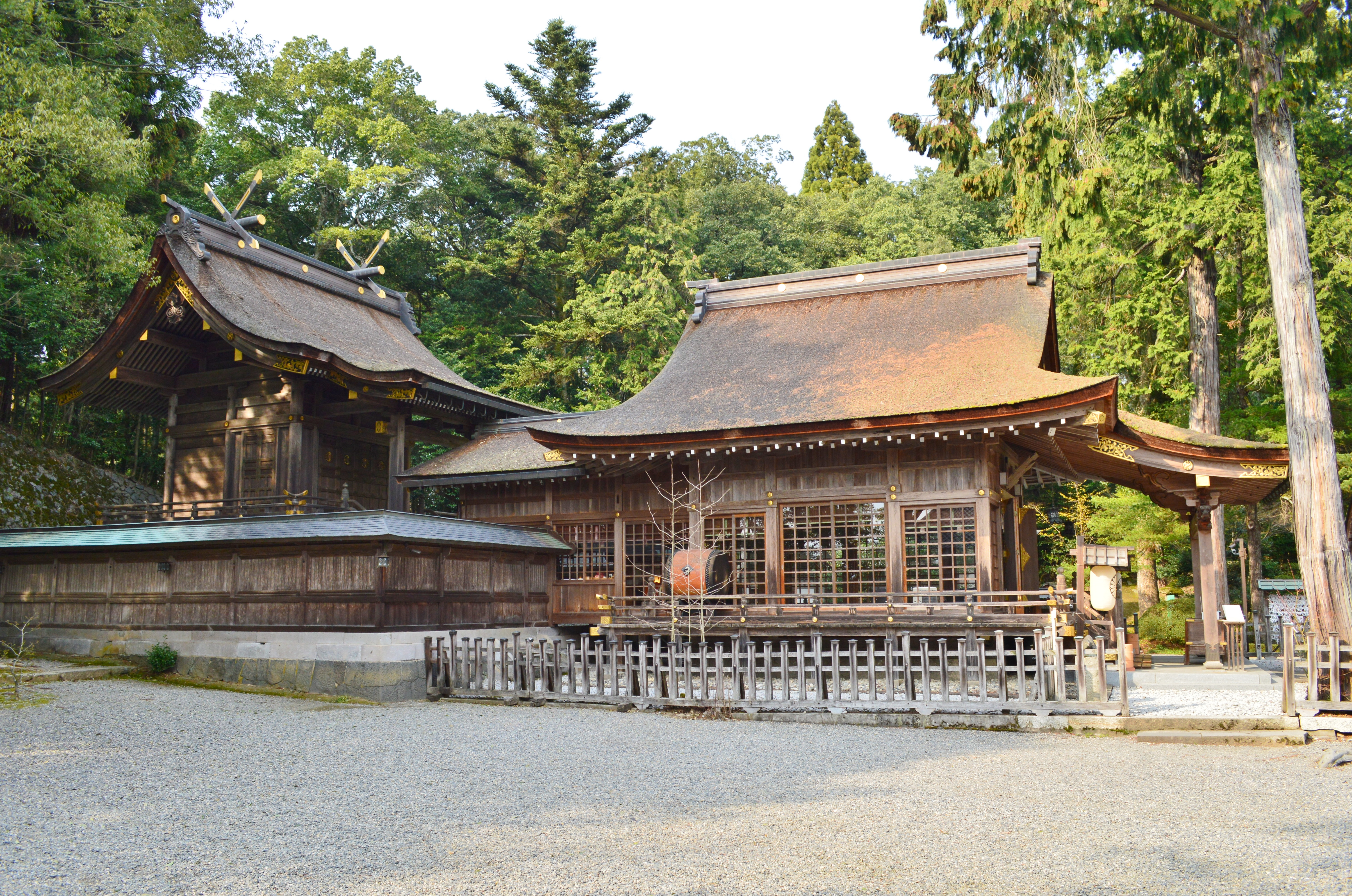
社殿

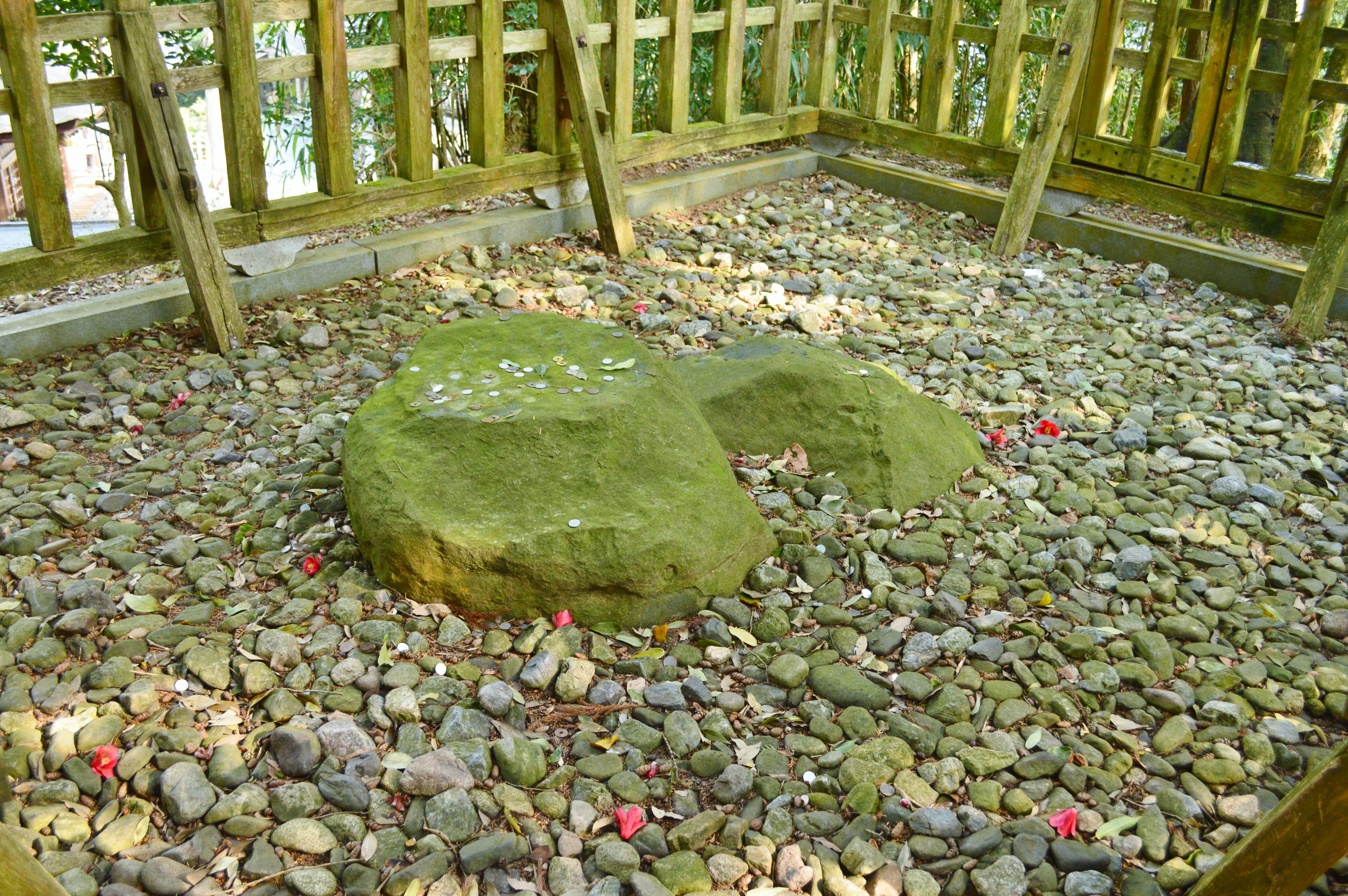
双履石

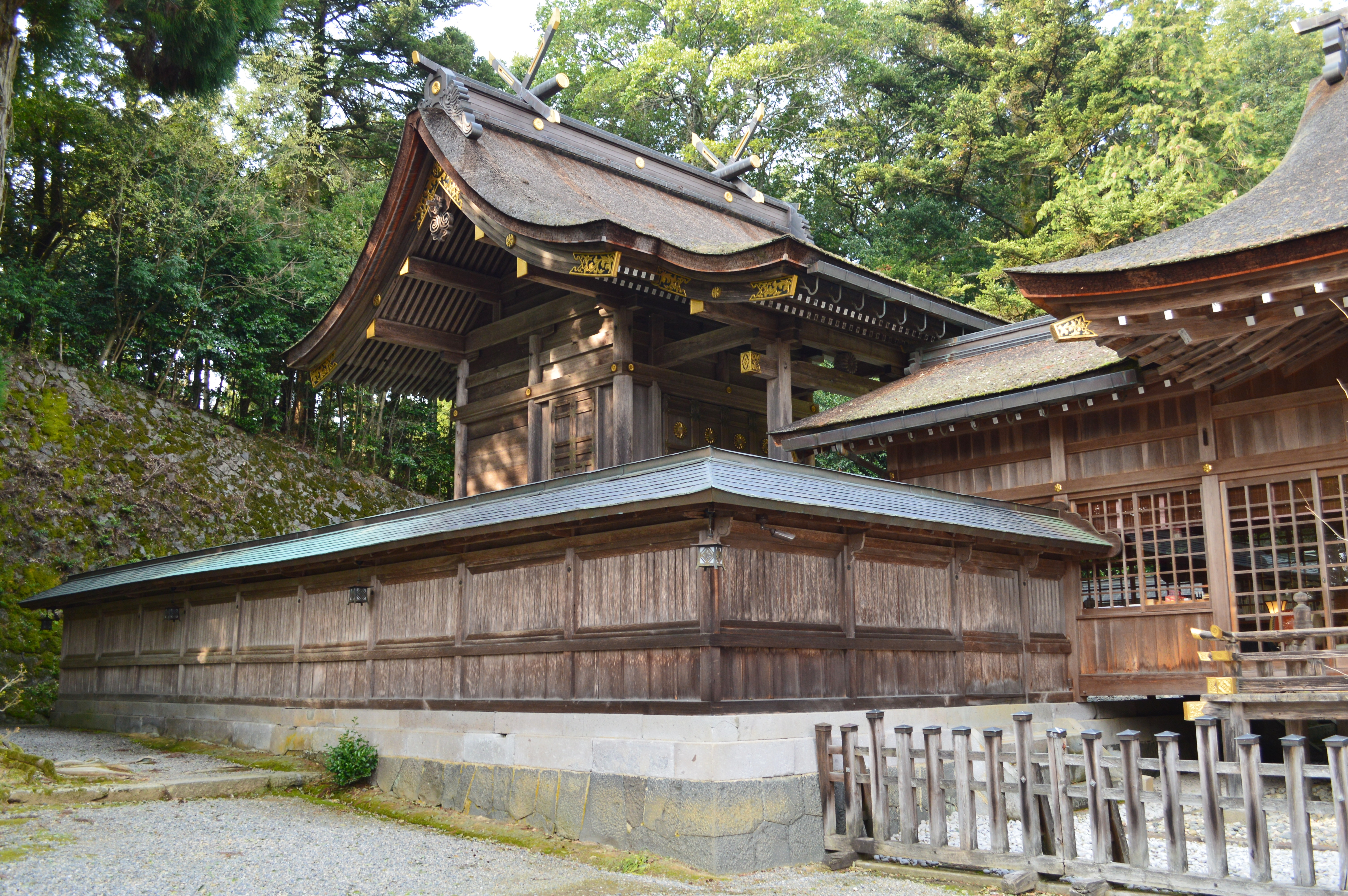
本殿
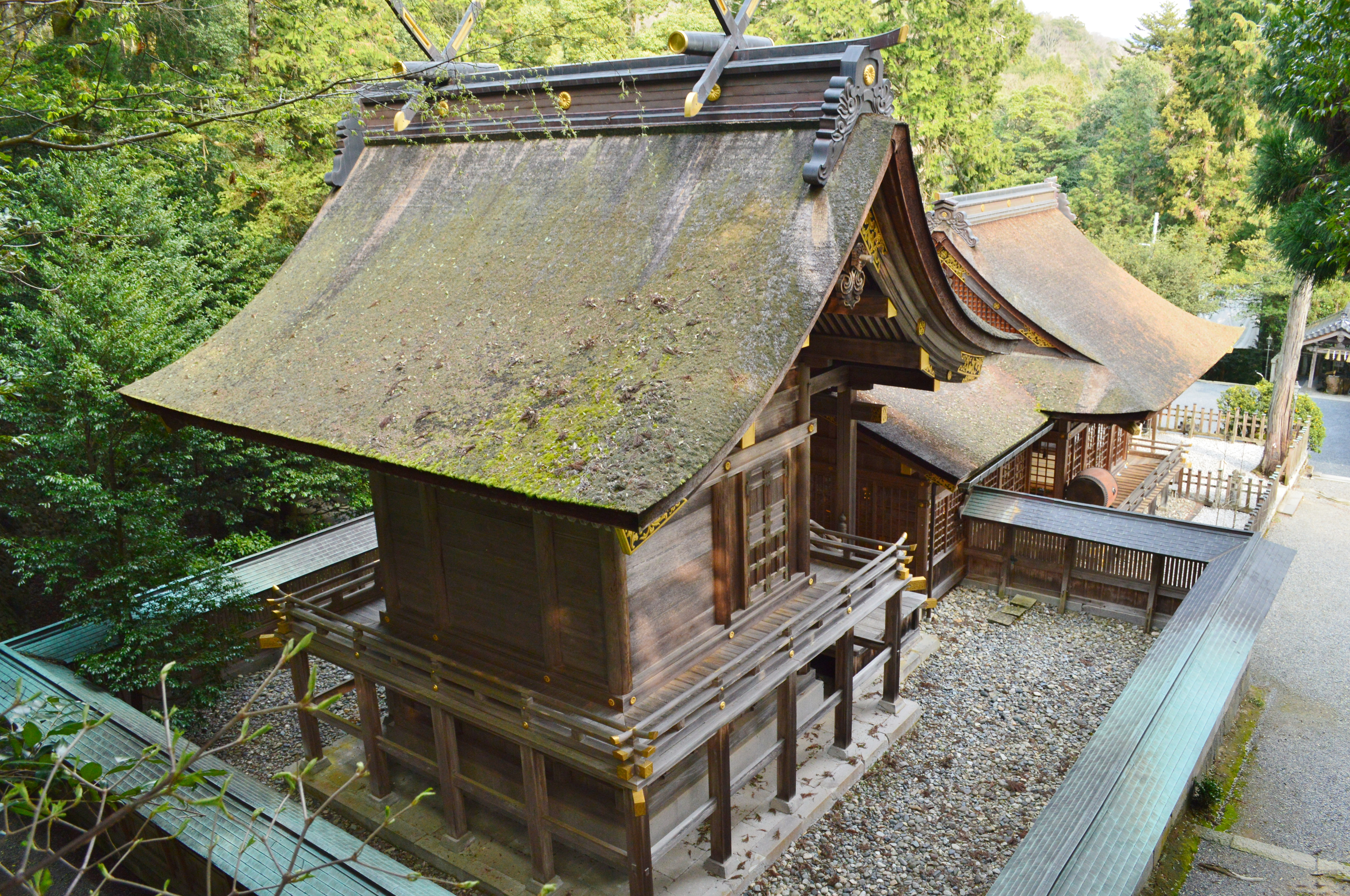
本殿
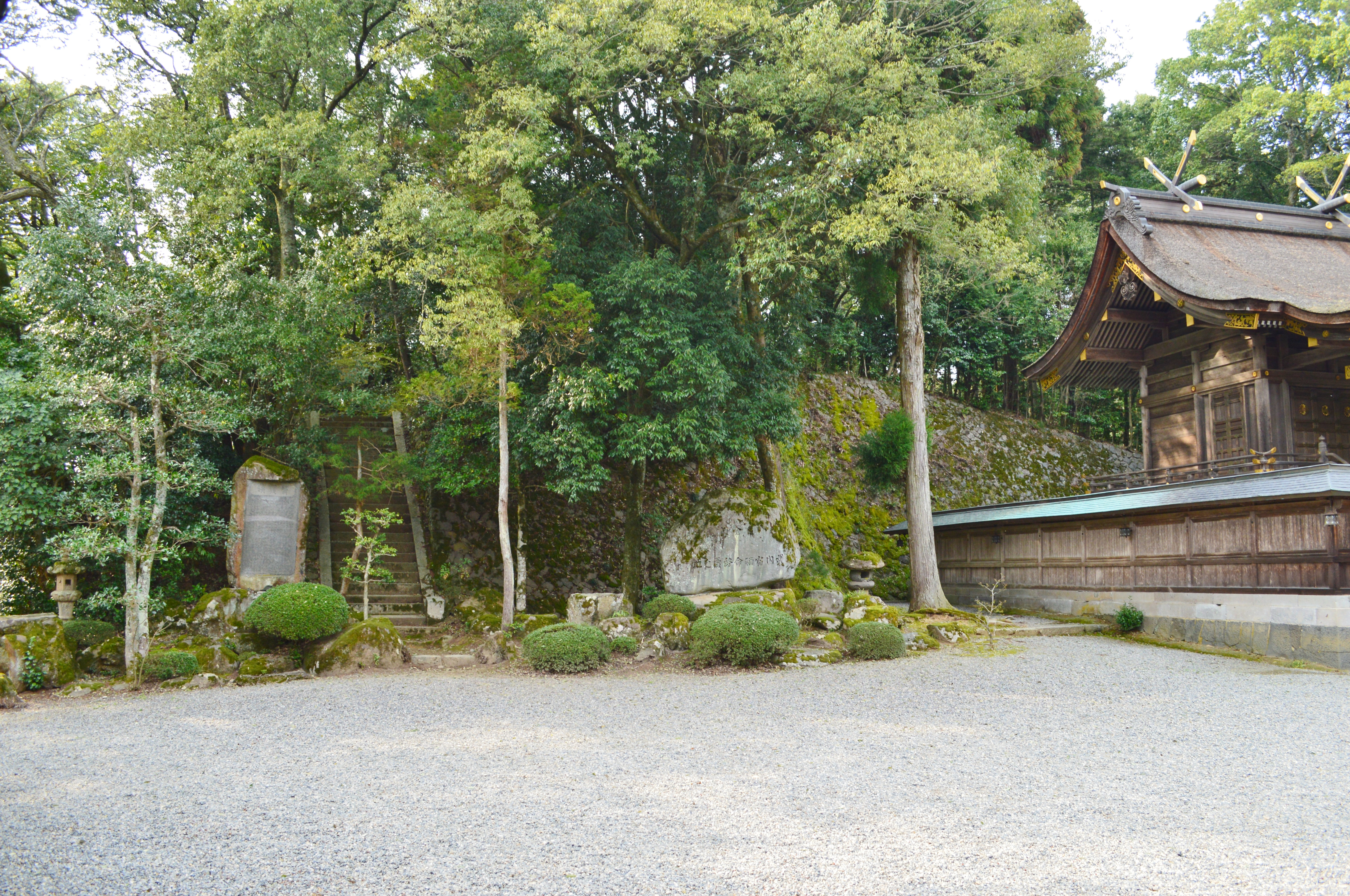
亀金岡（右に本殿）
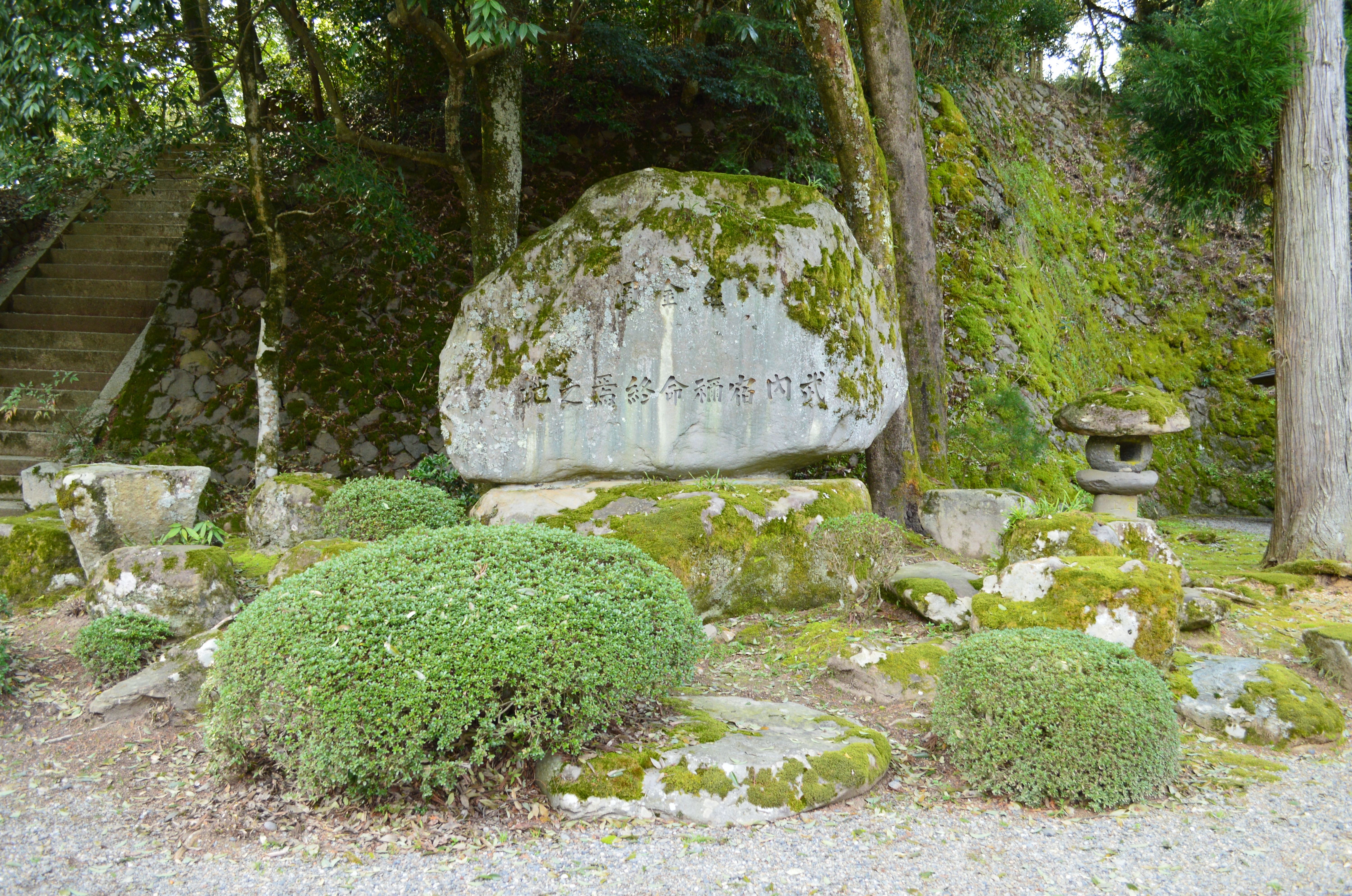
武内宿禰命終焉之地碑
『二十二社註式』にある大化4年（648年）の創建以降、社殿はたびたび再建され、現在の本殿は明治31年（1898年）の再建。正面三間側面二間の三間社流造の正面一間に向拝を縋破風で付け千木・鰹木を置く。同年、本殿階下の正面一間側面二間の切妻造妻入の幣殿と、方三間の入母屋造妻入で正面に一間の向拝屋根を追加した拝殿（幣殿に接続）も再建された。以上いずれも檜皮葺。なお、明治32年（1899年）発行の五円紙幣にある拝殿はこの時のもの。
- 双履石（そうりせき）
本殿後背の亀金山（亀金岡）上の本殿を見下す位置にあり、祭神終焉の遺蹟と伝える磐境として信仰される。直下は直径14メートルの円墳（宇倍神社古墳または亀金丘古墳/宮下46号墳）であり、1942年（昭和17年）の土砂崩れで墳丘の一部が損壊するとともに竪穴式石室が露出して副葬品が出土した（石室は出土品の大半とともに埋め戻し）。竪穴式石室は扁平な割石の小口積みによるもので、石室主軸を東西方向とし、長さ2-3メートル・深さ約1メートルを測る。副葬品としては銅鏡・鉄剣・玉類・鉄鏃等の鉄製品が検出されている。築造時期は古墳時代中期の5世紀前半頃と推定される[4][5]。

- 本殿
- 本殿（背面）
- 亀金岡（右に本殿）
- 武内宿禰命終焉之地碑

## 摂末社
- 国府神社

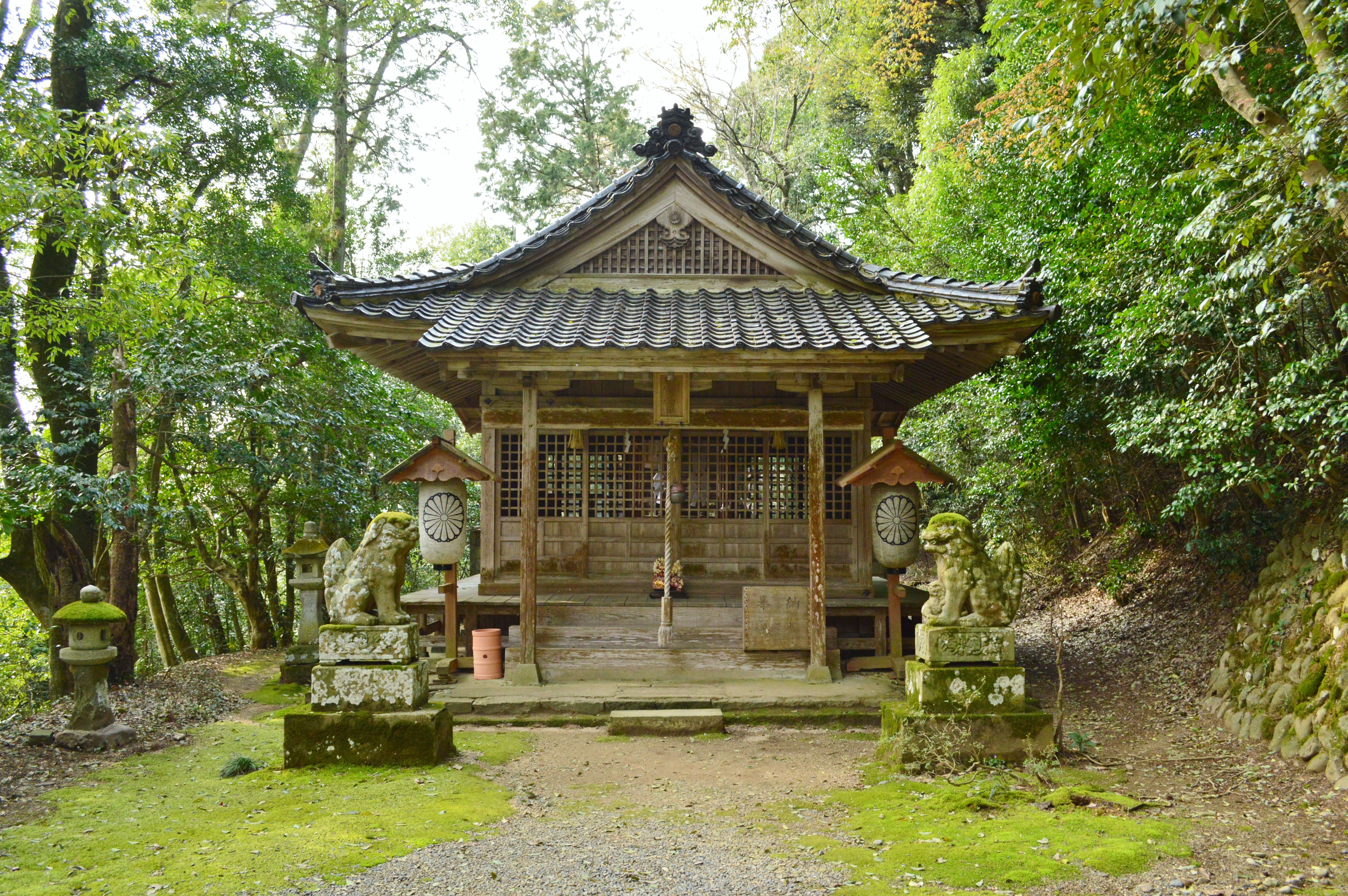
国府神社

  - 祭神：建御雷神・日本武尊・速佐須良比咩神・武内宿禰命・伊弉諾尊・菊理姫命・土御祖神・奧津彦命・奧津姫命・宇迦之御魂命の10柱

本殿左手に鎮座する。本来は宮下神社といい建御雷神と宇迦之御魂命を祀ったが、大正7年に付近の坂折神社（日本武尊）、小早神社（速佐須良比咩神）、下山神社（武内宿禰命）、白山神社（伊弉諾尊・菊理姫命）、上神社（武甕槌命）、安田神社（土御祖神・奧津彦命・奧津姫命）の6社を合祀し現社名に改称した。上神社を因幡国総社の後蹟とする説もある。

## 主な祭事
- 例祭（4月21日）
国府の祭り（「国府祭」、「例大祭」）。「麒麟獅子舞」（県指定無形民俗文化財）が奉納され、例祭後の神幸祭（みゆきさい）には武者・奴行列（元禄時代（1688年-1704年）に鳥取藩の大名行列を模したのが起源）が供奉する。

## 文化財

### 鳥取県指定文化財
- 有形民俗文化財
  - 宇倍神社御幸祭祭具 23点
大神輿は明治年間の新調だが、獅子舞に使用される獅子頭や楽器、藩主池田家寄進の正徳4年（1714年）の銘の台矛と平矛[6]などがある。昭和39年指定。
- 無形民俗文化財
  - 宇倍神社獅子舞
因幡地方特有の麒麟獅子舞で山陰独特の獅子舞の原形を伝え、先導役の猩々と獅子の頭役、後役が各1名、太鼓・鉦鼓・能管からなる囃子方3名の計6名で構成され、「入座の曲」の調べにあわせて舞う。舞は「三方舞」を本式とし、単調でゆるやかな動作は伎楽や能楽に近いとされ、現在は廃れた樗谿神社獅子舞を受け継いでおり、因幡に伝承される各神社の麒麟獅子舞の多くは、この影響を受けたとされる。昭和34年指定。

他に境内林が県の自然保護林に指定。

## 現地情報
所在地
- 鳥取県鳥取市国府町宮下字一宮651

交通アクセス
- 鳥取駅（JR西日本山陰本線）から、日ノ丸バス中河原線（路線番号：80・81・82・83・84）で「宮下」バス停下車（乗車時間20分、下車後徒歩すぐ）

周辺
- 因幡万葉歴史館
- 因幡国庁跡
- 万葉の館
- 雨滝 - 日本の滝百選
- 鳥取藩主池田家墓所
- 伊福吉部徳足比売の墓跡
- 岡益の石堂
- 梶山古墳
- 因幡三山